# Camparada
Camparada ist eine norditalienische Gemeinde (comune) mit 2114 Einwohnern (Stand 31. Dezember 2023) in der Provinz Monza und Brianza in der Lombardei. Die Gemeinde liegt etwa 9 Kilometer nordöstlich von Monza und etwa 23 Kilometer nordöstlich von Mailand. Camparada grenzt unmittelbar an die Provinz Lecco. Der Ingenieur und Politiker Pietro Carmine stammt aus Camparada.